# Barry Kelly
Barry Kelly (* 24. September 1954) ist ein ehemaliger australischer Kanute.

## Erfolge
Barry Kelly nahm 1980 in Moskau erstmals an den Olympischen Spielen in zwei Wettbewerben teil. Über 500 Meter qualifizierte er sich im Zweier-Kajak mit Robert Lee für das Finale, das sie auf dem fünften Platz beendeten. Kelly und Lee gehörten auch zum australischen Aufgebot im Vierer-Kajak auf der 1000-Meter-Strecke. Auf dieser erreichte sie ebenfalls den Endlauf und belegten den achten Platz.
Bei den Olympischen Spielen 1984 in Los Angeles trat er mit Grant Kenny erneut im Zweier-Kajak an, diesmal auf der 1000-Meter-Distanz. Nach zweiten Plätzen im Vorlauf und im Halbfinale zogen sie in den Endlauf ein. Das Finalrennen absolvierten sie in 3:26,80 Minuten, womit sie hinter den Kanadiern Hugh Fisher und Alwyn Morris sowie Bernard Brégeon und Patrick Lefoulon aus Frankreich die Bronzemedaille gewannen.
Nach seiner aktiven Karriere arbeitete Kelly als Kanutrainer am Australian Institute of Sport und fungierte bei mehreren Olympischen Spielen als Nationaltrainer.